# Josef Schümmelfeder
Josef Schümmelfeder (* 31. Oktober 1891 in Bonn; † 12. Februar 1966), auch „Phöbus“ gerufen, war ein deutscher Fußballspieler und -trainer.

## Karriere

### Vereine
Schümmelfeder gehörte von 1909 bis 1925 ausschließlich dem Bonner FV an, für den er als Mittelfeldspieler in den vom Westdeutschen Spiel-Verband organisierten Meisterschaften zunächst ab der Saison 1909/10 in einer aus zehn Mannschaften bestehenden Verbandsliga, ab der Saison 1913/14 im Rheinischen Südkreis und ab der Saison 1921/22 im Rheingau Punktspiele bestritt. Die beste Platzierung, die er mit seiner Mannschaft in den regionalen Meisterschaften belegte, war jeweils der zweite Platz 1913/14 und 1924/25.
Er und seine Mitspieler agierten noch im sogenannten „Offensiven System“, das fast bis 1930 Bestand hatte, wobei der „offensive Mittelläufer“, wie er in Bonn, die spielentscheidende Rolle als Mittler zwischen Sturm und Abwehr ausübte.
Herausragender Mitspieler der Schwarz-Weißen vom Sportplatz an der Richard-Wagner-Straße war Nationalspieler Theo Koenen; er war ein Spielmacher, der mit gefühlvollen Pässen und genauen Zuspielen die Mitspieler ins Spiel brachte.

### Auswahl-/Nationalmannschaft
Schümmelfeder kam als Spieler der Auswahlmannschaft des Westdeutschen Spiel-Verbandes in Spielen um den Kronprinzenpokal, dem ersten Pokalwettbewerb für Auswahlmannschaften der regionalen Verbände, zum Einsatz. Am 8. Juni 1913 gewann er mit der Auswahlmannschaft das in Berlin ausgetragene Finale gegen die Auswahlmannschaft des Verbandes Brandenburgischer Ballspielvereine mit 5:3.
Am 25. Januar 1920 erreichte er mit der Auswahlmannschaft das in Köln ausgetragene Halbfinale um den Bundespokal, wie der Pokal nach dem Ersten Weltkrieg nun genannt wurde, den seine Mannschaft gegen die Auswahlmannschaft des Norddeutschen Fußball-Verbandes gewann. Am 20. Juni gewann seine Auswahlmannschaft das in Hannover ausgetragene Finale – jedoch ohne ihn in der Aufstellung – mit 1:0 n. V. gegen die Auswahlmannschaft des Verbandes Mitteldeutscher Ballspiel-Vereine. Am 20. März 1921 gehörte er jedoch zur Startelf, die in Leipzig das Finale gegen den Vorjahresfinalisten mit 0:4 verlor; dieser verhinderte damit die Titelverteidigung der Auswahlmannschaft Westdeutschlands.
Für die A-Nationalmannschaft bestritt er fünf Länderspiele, wobei er am 21. Oktober 1913 in Hamburg bei der 1:4-Niederlage gegen die Nationalmannschaft Dänemarks debütierte und als linker Außenläufer mit Eugen Kipp und Max Breunig die Läuferreihe bildete. Einen Monat später, am 23. November, kam die dieselbe Läuferreihe in Antwerpen gegen die Nationalmannschaft Belgiens wiederum zum Einsatz und verlor erneut – diesmal mit 2:6. In seinem dritten Einsatz für den DFB, am 5. April 1914 in Amsterdam, gelang ein 4:4-Remis gegen die Nationalmannschaft der Niederlande. Es war das 30. und letzte Länderspiel vor dem Ersten Weltkrieg der eine Länderspielpause bis zum 27. Juni 1920 nach sich zog. Sieben Jahre nach seinem letzten Länderspiel kam Schümmelfeder am 5. Mai 1921 in Dresden, beim 3:3-Remis gegen die Nationalmannschaft Österreichs, wieder zu einem Einsatz. Sein letztes Spiel als Nationalspieler absolvierte er am 5. Juni 1921 in Budapest bei der 0:3-Niederlage gegen die Nationalmannschaft Ungarns.

## Erfolge
- Bundespokal-Sieger 1920
- Kronprinzenpokal-Sieger 1913

## Sonstiges
Schümmelfeder, von Beruf Kaufmann und einer der wenigen Nationalspieler, die vor und nach dem Ersten Weltkrieg zum Einsatz kamen, war nach seiner Fußballerkarriere als Trainer tätig, unter anderem beim SV Beuel 06.
In verschiedenen Publikationen (u. a. Bitter, sowie spätere Ausgaben des Kicker-Almanach) wurde er fälschlicherweise als Schümmelfelder bezeichnet.